# Château du chapitre de Warmie
Le château du chapitre de Warmie à Olsztyn (Zamek Kapituły Warmińskiej w Olsztynie en polonais, Burg Allenstein en allemand) est une forteresse teutonique de style gothique construite au XIVe siècle. Il était le siège de l'administration des biens du chapitre de Warmie (pl). De 1516 à 1521, Nicolas Copernic en fut l'administrateur. Le château abrite aujourd'hui le musée de Warmie-Mazurie (pl)

## Histoire
Vers 1348, les chevaliers teutoniques, commencent l'édification d'une forteresse en briques pour remplacer l'ancienne tour de guet en bois édifiée dans un méandre de la Łyna. Le château ne comporte encore qu'une aile sur le côté nord-est de la cour rectangulaire, entourée d'une ceinture de remparts et de douves. L'accès se fait par un pont-levis.
la tour du XIVe siècle qui mesure à l'origine 30 mètres, est reconstruite au début du XVIe siècle et rehaussée pour atteindre 40 mètres. L'aile sud-ouest du château est construite au XVe siècle. Les murs sont également surélevés jusqu'à 12 mètres et se combinent partiellement avec les murs de la ville.
En 1454, le château devient la résidence de l'évêque de Warmie, et demeure sous la protection militaire de l'ordre teutonique. Pour cette raison, il joue un rôle majeur pendant les guerres qui opposent les chevaliers teutoniques à la Pologne. En 1410, après la bataille de Grunwald, il est abandonné sans combattre aux Polonais, mais redevient la propriété de l'ordre après quelques jours de siège en 1414. Pendant la guerre de Treize Ans (1454-1466), le château passe de main en main.

## Nicolas Copernic

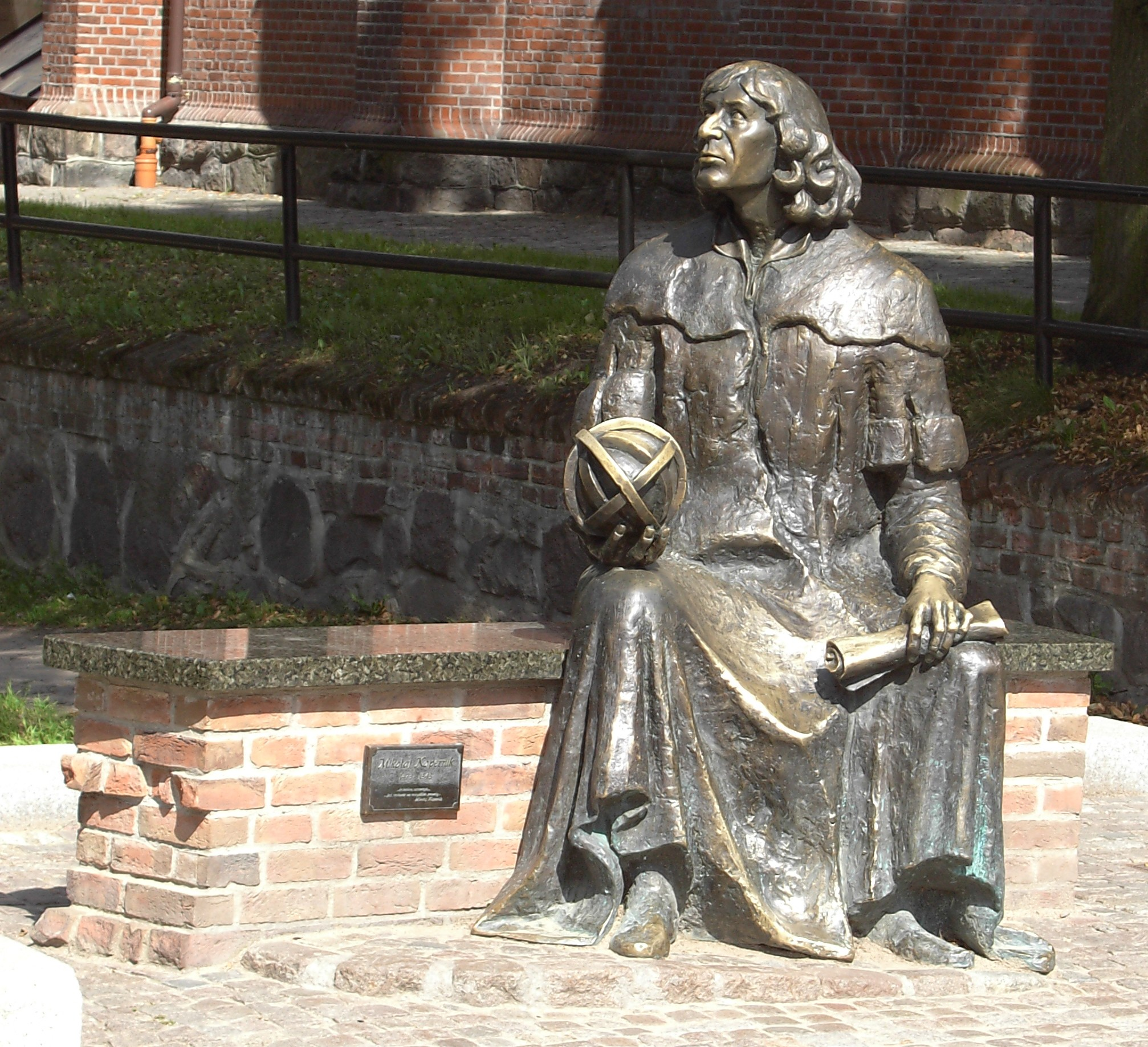
Statue de Bronze de Nicolas Copernic, dans l'entrée du château

Dans les années 1516-1521, Nicolas Copernic est l'administrateur des biens de l'évêché de Warmie. À ce titre c'est lui qui prépare la défense du château contre les assauts des Teutoniques qui font le siège d'Olsztyn (en) (1521). La défense est si efficace que l'attaque est repoussée.

## Époque actuelle
Le château abrite actuellement le musée de Warmie-Mazurie (pl)

## Sources
- (pl) Cet article est partiellement ou en totalité issu de l’article de Wikipédia en polonais intitulé « Zamek Kapituły Warmińskiej w Olsztynie » (voir la liste des auteurs).